# Mauser SR-93
Mauser SR-93  — немецкая снайперская винтовка, разработанная известной германской компанией Mauser Werke в начале 1990-х годов.
Для стрельбы из снайперской винтовки применяются винтовочные патроны калибра 7,62×51 mm NATO (.308Win), .300 Winchester Magnum, .338 Lapua Magnum . Технически представляет собой 5 зарядную винтовку с продольно-скользящим поворотным затвором. Подача патронов при стрельбе производится из отъемных коробчатых магазинов емкостью 5 патронов.
Винтовка комплектуется оптическим прицелом.